# 껭스타랩 볼륨1
껭스타랩 볼륨1은 대한민국의 코미디언 정형돈과 가수 데프콘이 결성한 형돈이와 대준이의 미니 음반이다. 로엔엔터테인먼트를 통해 2012년 6월 5일 발매되었다.

## 수록곡
전체 작사: 정형돈. 전체 작곡: 데프콘
| #            | 제목                                | 재생 시간 |
| ------------ | ----------------------------------- | --------- |
| 1.           | 〈인트로〉                          | 1:19      |
| 2.           | 〈안좋을 때 들으면 더 안좋은 노래〉 | 3:55      |
| 3.           | 〈되냐 안되냐〉                     | 3:39      |
| 4.           | 〈한심포차〉 (feat. 보니)           | 4:07      |
| 5.           | 〈올림픽대로〉 (feat. MC 날유)      | 3:52      |
| 총 재생 시간 | 총 재생 시간                        | 16:52     |